# Inkey Pál
Báró pallini Inkey Pál József (Iharosberény, Somogy vármegye, 1876. június 29. –  Budapest, 1942. október 25.) országgyűlési képviselő, a magyar főrendiház örökös tagja, felsőházi tag.

## Élete
A tekintélyes római katolikus nemesi származású pallini Inkey család bárói ágának a sarja. Apja, báró pallini Inkey István (1842-1905), főrendiház örökös tagja, anyja, vásárosnaményi báró Eötvös Jolán (1847-1909) volt. Apai nagyszülei báró pallini Inkey József (1813-1900) táblabíró, országgyűlési képviselő és gróf németújvári Batthyány Gabriella (1819-1845) voltak. Anyai nagyszülei vásárosnaményi báró Eötvös József (1813–1871) jogász, vallás- és közoktatásügyi miniszter és barkóczi Rosty Ágnes Katalin Anna (1825–1913) voltak. Bátyja, báró pallini Inkey József (1871–1945) nagybirtokos, költő, tartalékos huszárfőhadnagy, politikus, országgyűlési képviselő, főrendiházi tag volt.
Tanulmányainak befejezése után jogot tanult Budapesten. A gazdasági akadémia hallgatója lett Magyaróváron, majd leszolgálta önkéntesi évét a császári és királyi 11. szakasz huszárezredben. Onnantól birtokán gazdálkodott és gazdasági tanulmányokkal foglalkozott. Alapos ismerője volt a mezőgazdaság problémáinak és szóval és írásban küzdött az agrárérdekek érvényesüléseért. 1931-ben a csurgói kerület országgyűlési képviselővé választották. Éveken át elnöke volt az Országos Halászati Egyesületnek, az OMGE tejgazdasági bizottságának, valamint az Országos Erdészeti Egyesületnek és mint a régi főrendiháznak cenzusos jogon tagja, számos felszólalásában a gazdasági élet kérdéseit tette szóvá, a mezőgazdaság kívánságainak adva hathatós kifejezést.

## Házassága
Kajdacson 1908. június 9.-én feleségül vette sztankováni Sztankovánszky Ágnes (1887-1964) úrhölgyet, sztankováni Sztankovánszky János (1848-1927), kamarás és jobaházi Dőry Tekla (1853-1946), csillagkeresztes hölgy lányát. A házasságukból 5 gyermek született:
- báró Inkey István Mária János Pál (1909–1975); első neje: Ingeborg Paradeiser; második neje: Schmid Mária (1924–?)
- báró Inkey Mária Jolán Tekla Ágnes Paula (1910–1992); férje: gróf Teleki József (1900–1985)
- báró Inkey Klára Mária Jolán Tekla Veronika (1911–1981); férje: gróf Pejácsevich Péter (1908–1987)
- báró Inkey János Mária László István Pál (1915–1918)
- báró Inkey Tekla Mária Ladiszlaja (1919–1997); férje: Ipolyi-Keller Tamás (1904–1972)